# Полонка (Брестская область)
Поло́нка (бел. Палонка) — деревня в Барановичском районе Брестской области, на реке Полонка. Административный центр Полонковский сельсовета. Находится в 20 км к западу от Барановичей, в 4 км от железнодорожной станции Полонка (линия Барановичи — Волковыск); на автомобильной дороге Новая Мышь — Слоним. Население — 514 жителей (2019).

## Этимология
В основе названия термин полонка — прорубь в реке, выход подземных вод, незамерзающее место в водоёме. Возможна также связь с названием полон (плен) — поселения пленных (XVI век).

## История

### Великое Княжество Литовское
Первое же письменное упоминание села Прорубь, владения Сапегов, датируется 1506 годом, когда в окрестностях села войска Великого княжества Литовского во главе с гетманами Михаилом Глинским и Станиславом Кишкой разгромили татар. Согласно административно-территориальной реформе 1565—1566 годов местность вошла в состав Слонимского уезда Новогрудского воеводства.
В русско-польская войне (1654—1667) около Полонки 28 июня 1660 года произошла битва между войсками Великого княжества Литовского под командованием гетманов Яна Сапеги и Стефана Чарнецкого и российскими войсками во главе с князем Иваном Хованским. Армия России насчитывала 10500 человек, а объединенные силы Речи Посполитой — около 9000 воинов. Сапега и Чернецкий одержали победу над российскими воеводами: второй воевода, князь Щербатов попал в плен, а воевода Змеев был ранен. В результате военных действий село Полонка было разрушено, а население освобождено от налогов сроком на один год. В 1680 году в городке основали доминиканский монастырь (существовал до 1830 года).

### Под властью Российской империи
В результате третьего раздела Речи Посполитой деревня Полонка оказалась в составе Российской империи, в Новомышской волости Новогрудского уезда. В первой половине 1880-х в деревне было около 20 дворов, церковь, церковно-приходская школа, 2 еврейские школы. В начале XX века — 56 дворов, земское народное училище.
В 1886 году действовали 2 еврейские школы, церковно-приходские школа и попечительство. Православный приход насчитывал около 1,4 тысяч верующих.

### Новейшее время
С 1900 года работало народное училище, в котором в 1889—1900 учебном году занималось 96 детей (из них 8 девочек, учительница К. Завусцинская). Летом 1906 года учителя вели для крестьян агитацию, распространяли листовки и прокламации, призывающие их к борьбе с царизмом и помещиками. В начале XX века была построена деревянная церковь.
Согласно Рижскому мирному договору 1921 года Полонка оказалась в составе межвоенной Польской Республики, в Новомышской гмине Барановичского уезда Новогрудского воеводства.
В 1939 году вошла в состав БССР. С 15 января 1940 года в Новомышском районе Барановичской области. С 12 октября 1940 года поселение стало центром сельсовета и статус поселения был понижен до деревни.
Перед войной в деревне жило 346 человек в 74 дворах. В Великую Отечественную войну с июня 1941 года до 7 сентября 1944 года была оккупирована немецко-фашистскими захватчиками, которые в 1941 году погубили 14 жителей. Евреев деревни нацисты согнали в гетто, и к августу 1942 года всех убили — около 350 человек. В июле 1944 года гитлеровцами было сожжено 33 дома, убито 172 человека. На фронтах войны погибло 11 сельчан.
К Полонке в послевоенные годы был присоединен соседний хутор Прушынава. С 8 января 1954 года сходила в Брестскую область, а 8 апреля 1957 года в Барановичском районе Брестской области.

## Инфраструктура
Работают исполком сельсовета, ясли сад-средняя школа, клуб, библиотека, фельдшерско-акушерский пункт, аптека, отделение почтовой связи, лесничество, 2 магазина.

## Население
- XIX век:
  - 1830 — 98 жителей, из них шляхты 3, духовного сословия 4, мещан-иудеев 55, мещан-христиан и крестьян 33, нищих 2[6]
  - 1886 — 20 дворов, 200 жителей

| Численность населения (по переписи) | Численность населения (по переписи) | Численность населения (по переписи) | Численность населения (по переписи) | Численность населения (по переписи) | Численность населения (по переписи) | Численность населения (по переписи) |
| 1909                                | 1921                                | 1959                                | 1970                                | 1999                                | 2009                                | 2019                                |
| ----------------------------------- | ----------------------------------- | ----------------------------------- | ----------------------------------- | ----------------------------------- | ----------------------------------- | ----------------------------------- |
| 495                                 | ↘440                                | ↘408                                | ↗622                                | ↗750                                | ↘694                                | ↘514                                |

## Достопримечательности
- Свято-Николаевская церковь[бел.]. Памятник деревянного зодчества.
- Еврейское кладбище.
- Братская могила советских воинов и партизан. Похоронены 52 воина и партизана (23 известны и 29 неизвестны), погибших в июле 1944 года при освобождении района от немецких войск. В 1957 году на могиле установлен памятник — скульптура воина.
- Могила жертв фашизма. Похоронены 15 жителей сельсовета (все известны). В 1974 году на могиле установлен обелиск.
- На здании сельсовета в 1983 году установлена мемориальная доска, в честь памяти бывшего председателя Петра Гавриловича Щербакова, погибшего от рук бандитов[10].

### Утраченное наследие
- Церковь Пресвятой Девы Марии и монастырь доминиканцев (1680).